# Diocèse de Saint-Jean (Nouveau-Brunswick)
Pour les articles homonymes, voir Diocèse de Saint-Jean.
Le diocèse de Saint-Jean au Nouveau-Brunswick est un diocèse de l'Église catholique au Canada situé dans la province du Nouveau-Brunswick. Il est le suffragant de l'archidiocèse de Moncton et a pour siège la cathédrale de l'Immaculée-Conception de Saint-Jean. Depuis 2019, son évêque est Christian Riesbeck. Le diocèse a été érigé canoniquement le 30 septembre 1842 sous le nom de diocèse du Nouveau-Brunswick; ce qui fait de lui le septième diocèse le plus ancien du Canada. En 1843, il a été renommé en diocèse de Fredericton avant d'adopter son nom actuel en 1853.

## Description

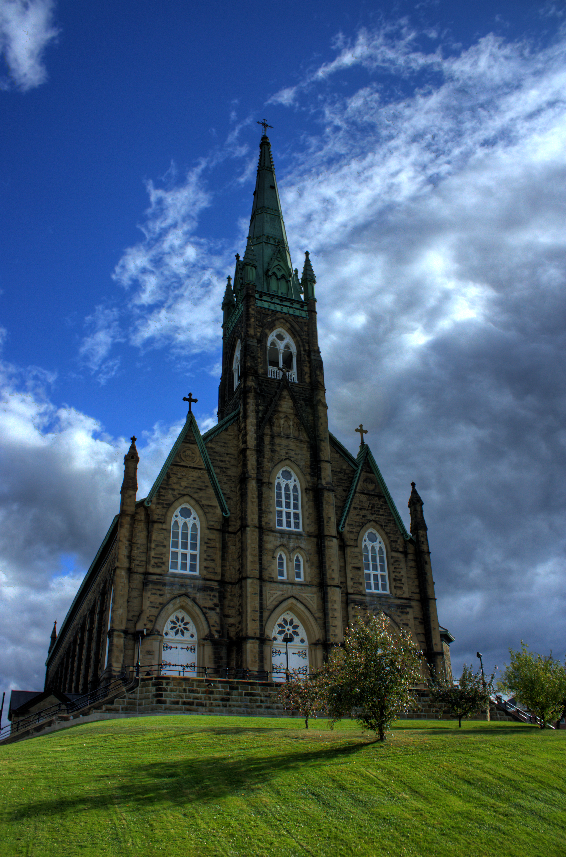
La basilique Saint Michael's de Miramichi.

Le diocèse de Saint-Jean est situé au Nouveau-Brunswick au Canada. Son siège est la cathédrale de l'Immaculée-Conception de Saint-Jean,. Il couvre une superficie de 60 000 km2 couvrant les régions de Saint-Jean, de Fredericton et de Miramichi,,. Depuis le 15 octobre 2019, son évêque est Christian Riesbeck,,,. Le diocèse dessert une population de 115 000 catholiques avec un total de 68 prêtres et trois diacres.
Le territoire du diocèse est divisé en 58 paroisses en plus de 24 églises desservies en tant que missions,. Il est contigu au diocèse de Portland au Maine à l'ouest, au diocèse d'Edmundston au nord-ouest, au diocèse de Bathurst au nord ainsi qu'à l'archidiocèse de Moncton à l'est.
Le diocèse comprend sept écoles catholiques, une maison de retraite et une université catholique, l'Université Saint-Thomas de Fredericton. Il comprend également une basilique mineure, la basilique Saint Michael's de Miramichi,.
Les patrons choisis pour le diocèse sont l'Immaculée Conception dont la fête est le 8 décembre ainsi que saint Patrick dont la fête est le 17 mars.

## Histoire

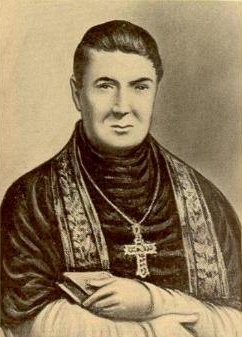
William Dollard, premier évêque du diocèse.

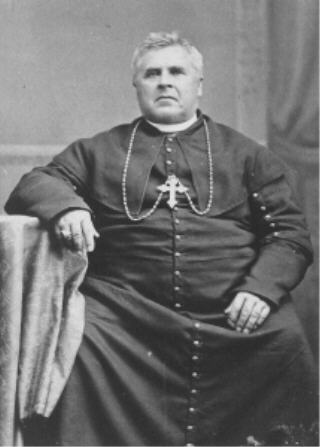
Thomas Louis Connolly, deuxième évêque du diocèse.

Le diocèse a été érigé le 30 septembre 1842 par le pape Grégoire XVI sous le nom de diocèse du Nouveau-Brunswick (Dioecesis Novae Brunopolis en latin); ce qui en fait le septième diocèse le plus ancien au Canada,,. Auparavant, son territoire faisait partie du diocèse de Charlottetown. Son premier évêque fut William Dollard, un missionnaire né en Irlande qui avait passé 25 ans au Nouveau-Brunswick et au Cap-Breton, et son siège épiscopal était situé à Fredericton. En 1843, le diocèse a été renommé en diocèse de Fredericton (Dioecesis  Fridericopolitanus en latin).
Le 4 mai 1852, le métropolitain du diocèse de Fredericton a été transféré à l'archidiocèse de Halifax au lieu de l'archidiocèse de Québec. En 1853, il a été renommé en diocèse de Saint-Jean au Nouveau-Brunswick (Dioecesis Sancti Ioannis in America en latin).
Le 8 mai 1860, le diocèse de Saint-Jean au Nouveau-Brunswick a perdu du territoire lors de l'érection du diocèse de Chatham (de nos jours le diocèse de Bathurst),,.
Le 15 novembre 1924, le nom du diocèse a été changé pour diocèse de Saint-Jean (Nouveau-Brunswick) (Dioecesis Sancti Ioannis Canadensis en latin),. Le 22 février 1936, il a perdu du territoire à nouveau lors de l'érection de l'archidiocèse de Moncton,. Par la même occasion, ce dernier est devenu le métropolitain du diocèse de Saint-Jean.
À deux reprises, en 1959 et le 11 novembre 2008, le territoire du diocèse de Saint-Jean a été agrandi à partir de celui du diocèse de Bathurst. Le 15 octobre 2019, Christian Riesbeck a été nommé évêque du diocèse de Saint-Jean. Il a inauguré son épiscopat le 9 décembre suivant.

## Évêques

Armoiries du diocèse de Saint-Jean au Nouveau-Brunswick.

| #  | Nom                                                | Dates                              |
| -- | -------------------------------------------------- | ---------------------------------- |
| 1  | William Dollard                                    | 30 septembre 1842 – 29 août 1851   |
| 2  | Thomas Louis Connolly                              | 4 mai 1852 – 8 avril 1859          |
| 3  | John Sweeny (en)                                   | 29 novembre 1859 – 25 mars 1901    |
| 4  | Timothy Casey                                      | 25 mars 1901 – 21 juillet 1912     |
| 5  | Edouard Alfred LeBlanc                             | 2 août 1912 – 17 février 1935      |
| 6  | Patrick Albert Bray                                | 18 mars 1936 – 17 juin 1953        |
| 7  | Alfred Bertram Leverman                            | 27 juillet 1953 – 7 septembre 1968 |
| 8  | Joseph MacNeil                                     | 9 avril 1969 – 2 juillet 1973      |
| 9  | Arthur Joseph Gilbert                              | 3 avril 1974 – 2 avril 1986        |
| 10 | Joseph Edward Troy (de)                            | 2 avril 1986 – 24 septembre 1997   |
| 11 | Joseph Faber MacDonald (de)                        | 23 octobre 1998 – 9 septembre 2006 |
|    | Martin William Currie (administrateur apostolique) | 9 septembre 2006 – 8 mai 2007      |
| 12 | Robert Harris                                      | 8 mai 2007 – 15 octobre 2019       |
| 13 | Christian Riesbeck                                 | Depuis le 15 octobre 2019          |

| Nom                     | Dates                            |
| ----------------------- | -------------------------------- |
| Timothy Casey           | 30 septembre 1899 – 25 mars 1901 |
| Joseph Edward Troy (de) | 1er mars 1984 – 2 avril 1986     |

## Armoiries et devise
Les armoiries du diocèse de Saint-Jean au Nouveau-Brunswick sont composées d'une colombe portant une branche d'olivier dans son bec, symbole de la paix, sur un fond bleu.
La devise du diocèse est « Pax Vobis » qui signifie « La paix soit avec vous » en latin. Cette phrase est tirée de l'Évangile selon Jean au chapitre 20 verset 19.
L'emblème et la devise du diocèse ont été choisis par William Walsh, archevêque de Halifax, en 1844.

## Galerie

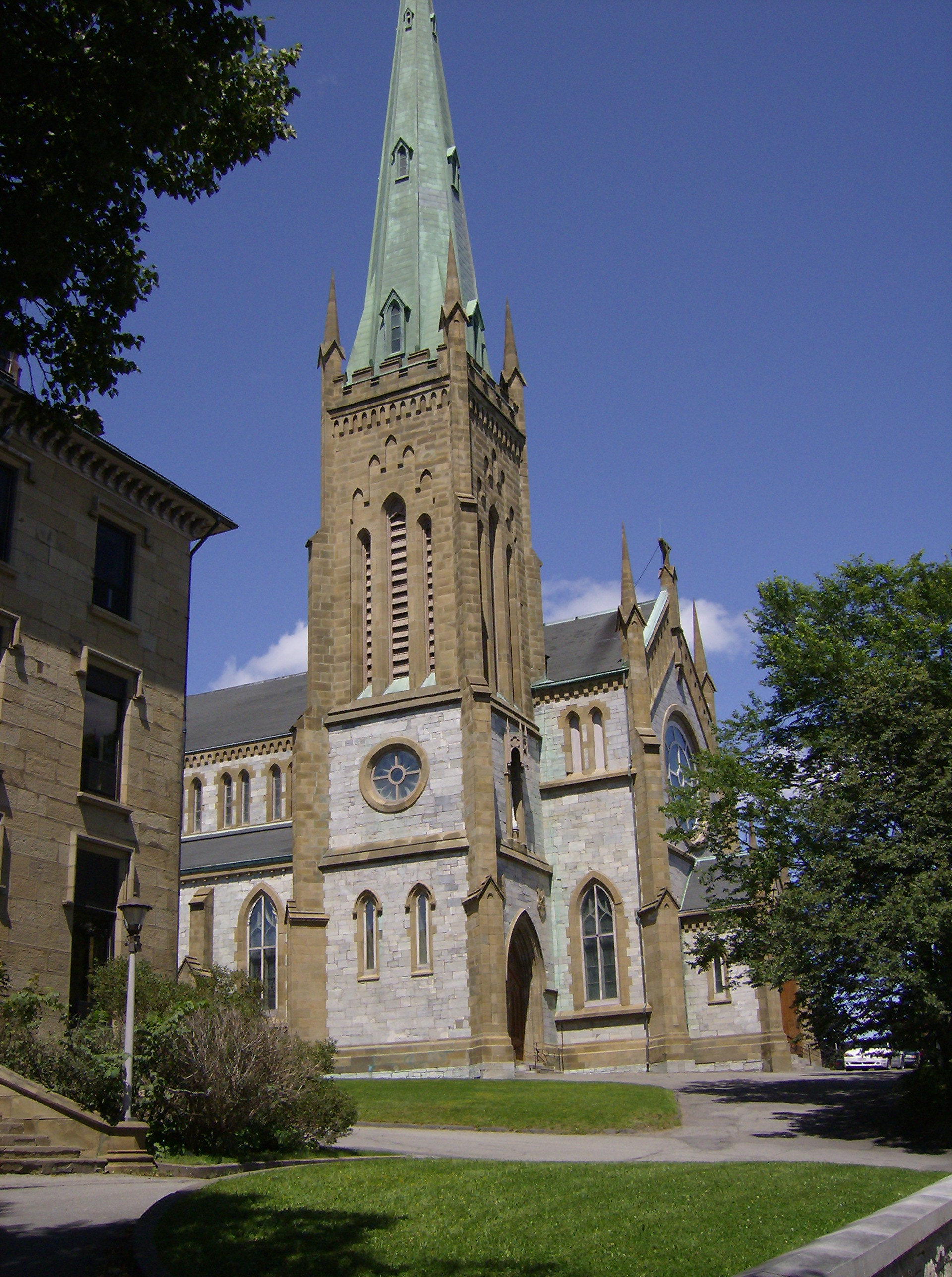
La cathédrale de l'Immaculée-Conception de Saint-Jean.
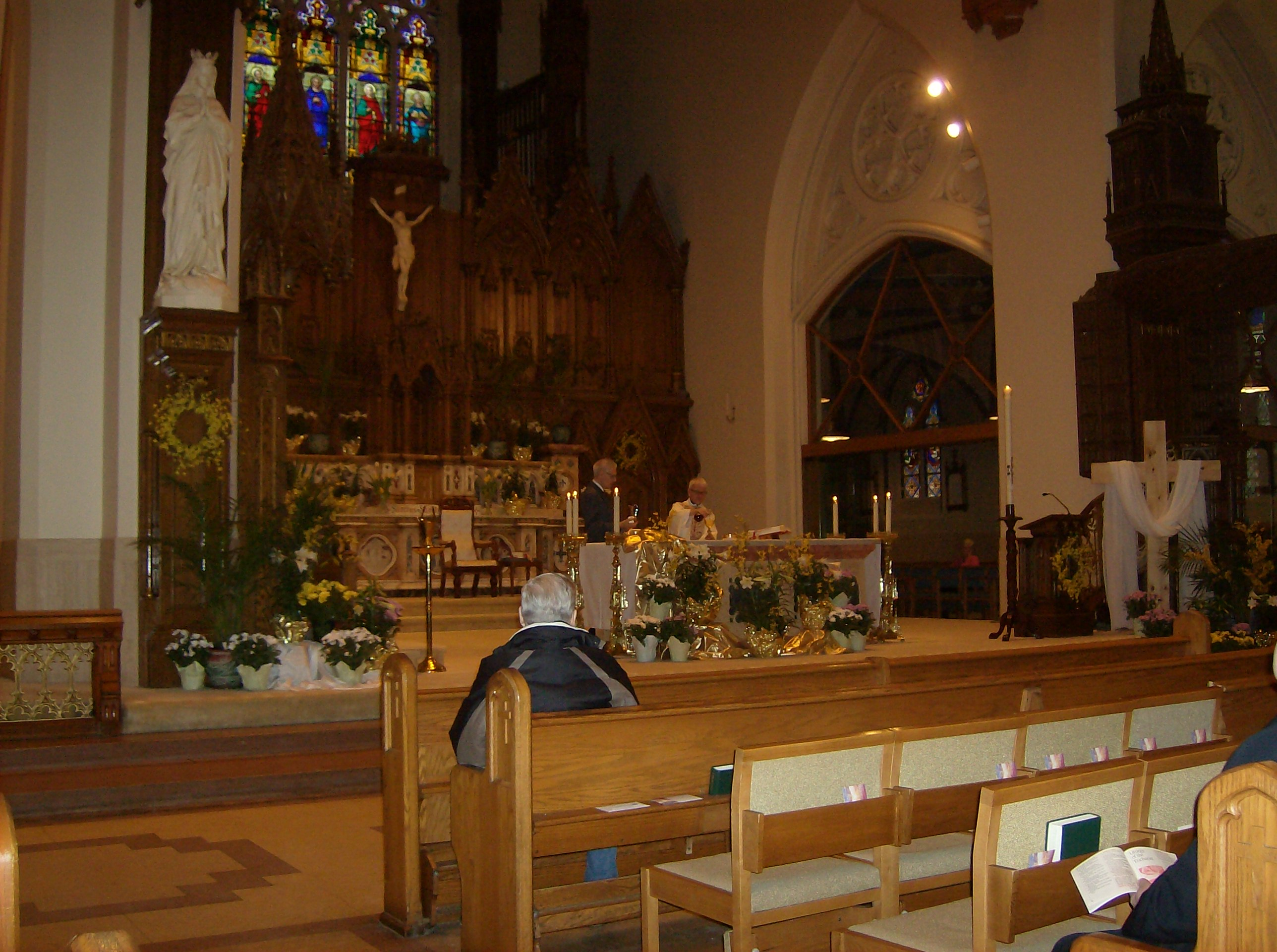
Une messe célébrée en la cathédrale de l'Immaculée-Conception de Saint-Jean le 1er avril 2013.
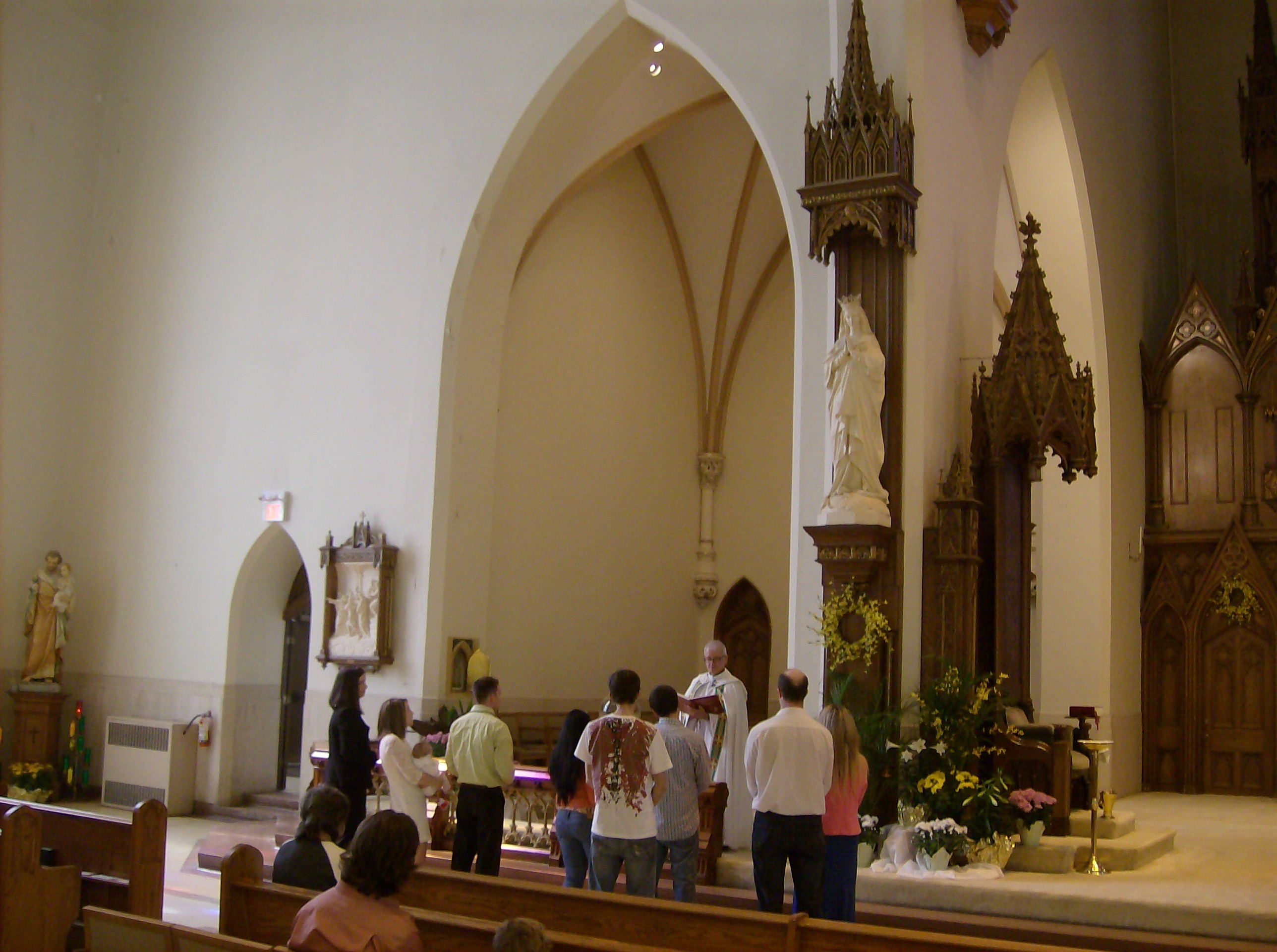
Un baptême célébré en la cathédrale de l'Immaculée-Conception de Saint-Jean le 31 mars 2013.
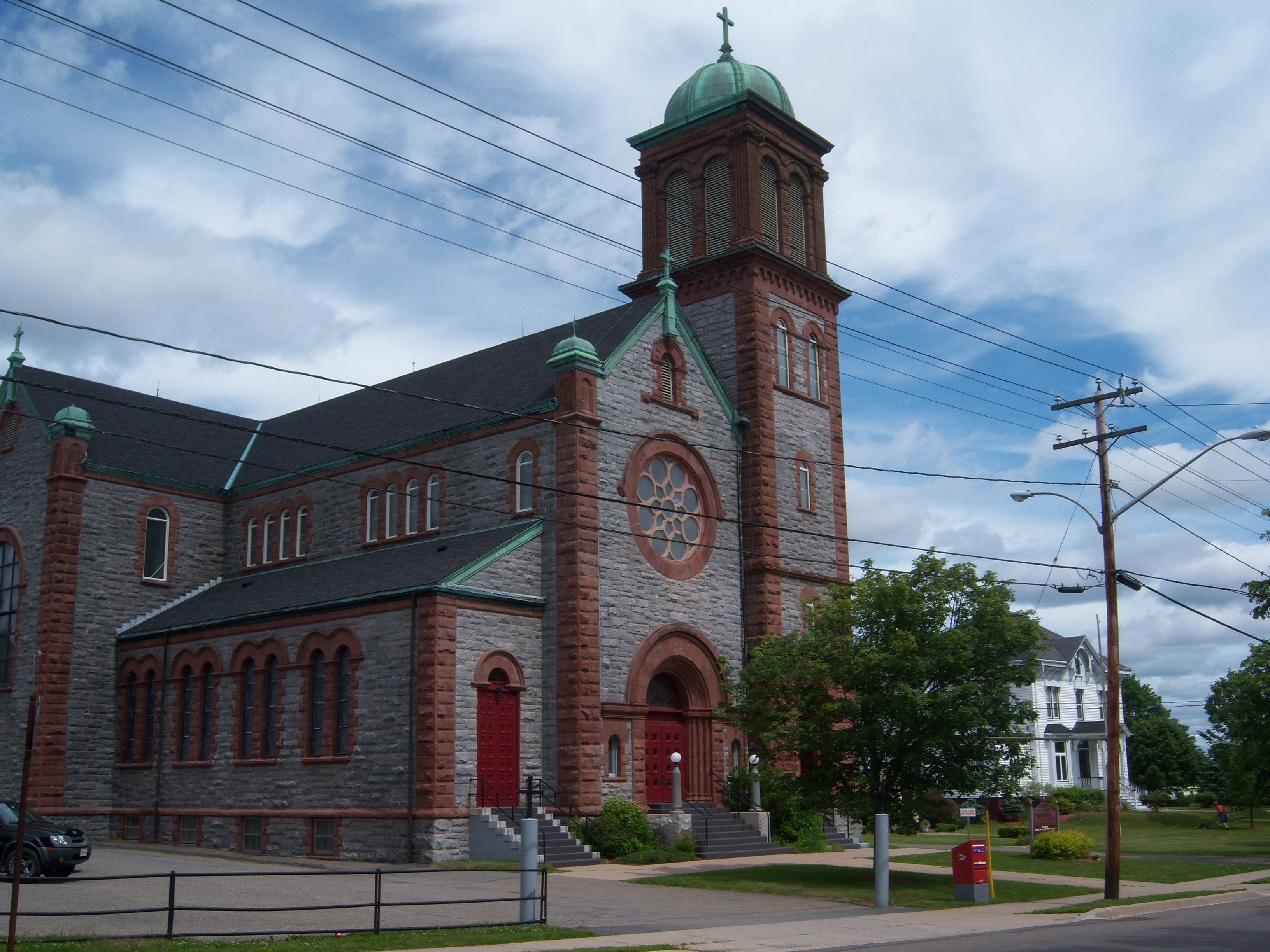
L'église Stella Maris de Saint-Jean.
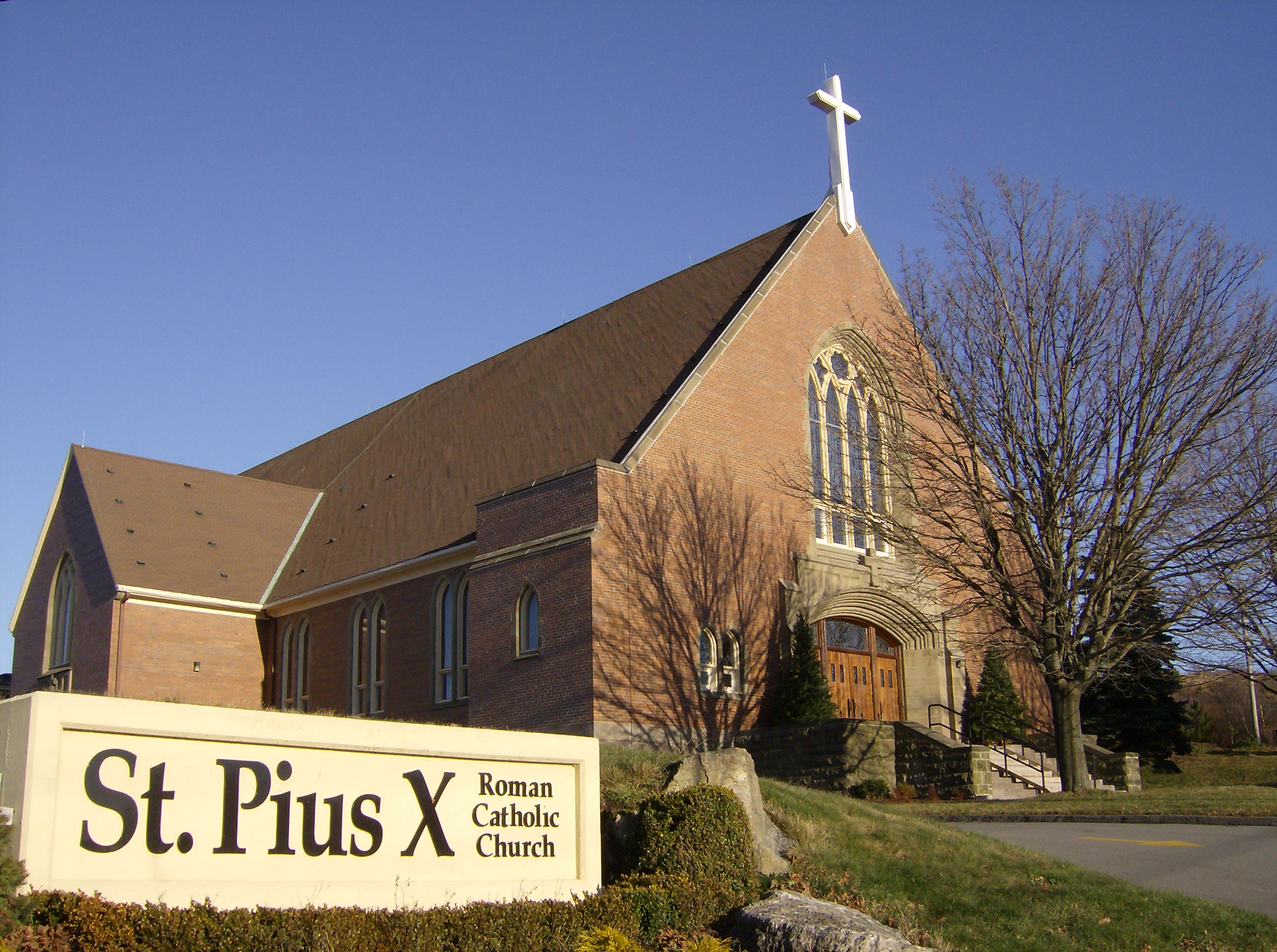
L'église Saint Pie X de Saint-Jean.